# 劉子趨
劉子趨（？—466年），南北朝刘宋宋孝武帝劉駿第二十五子，母為何婕妤。為劉子鳳的胞弟。泰始二年（466年），劉子趨被宋明帝赐死。